# Dror Zeigerman
Dror Zeigerman (hebrejsky דרור זייגרמן‎, * 15. května 1948) je izraelský politik a bývalý poslanec Knesetu za stranu Likud.

## Biografie
Narodil se ve městě Nes Cijona, kde vystudoval střední školu. Absolvoval obor historie a politologie na Hebrejské univerzitě.

## Politická dráha
Na Hebrejské univerzitě předsedal studentskému svazu, stal se tajemníkem jeruzalémské pobočky Liberální strany a v letech 1977–1981 předsedou studentské sekce Světové sionistické organizace.
V izraelském parlamentu zasedl po volbách v roce 1981, do nichž šel za Likud. Byl členem výboru pro imigraci a absorpci, výboru pro zahraniční záležitosti a obranu a výboru pro vzdělávání a kulturu. Ve volbách v roce 1984 mandát neobhájil. V letech 1998–2000 zastával post velvyslance ve Spojeném království.